# Oxus gnaphiscoides
Oxus gnaphiscoides är en kvalsterart som beskrevs av Herbert Habeeb 1955. Oxus gnaphiscoides ingår i släktet Oxus och familjen Oxidae. Inga underarter finns listade i Catalogue of Life.